# Deporte profesional

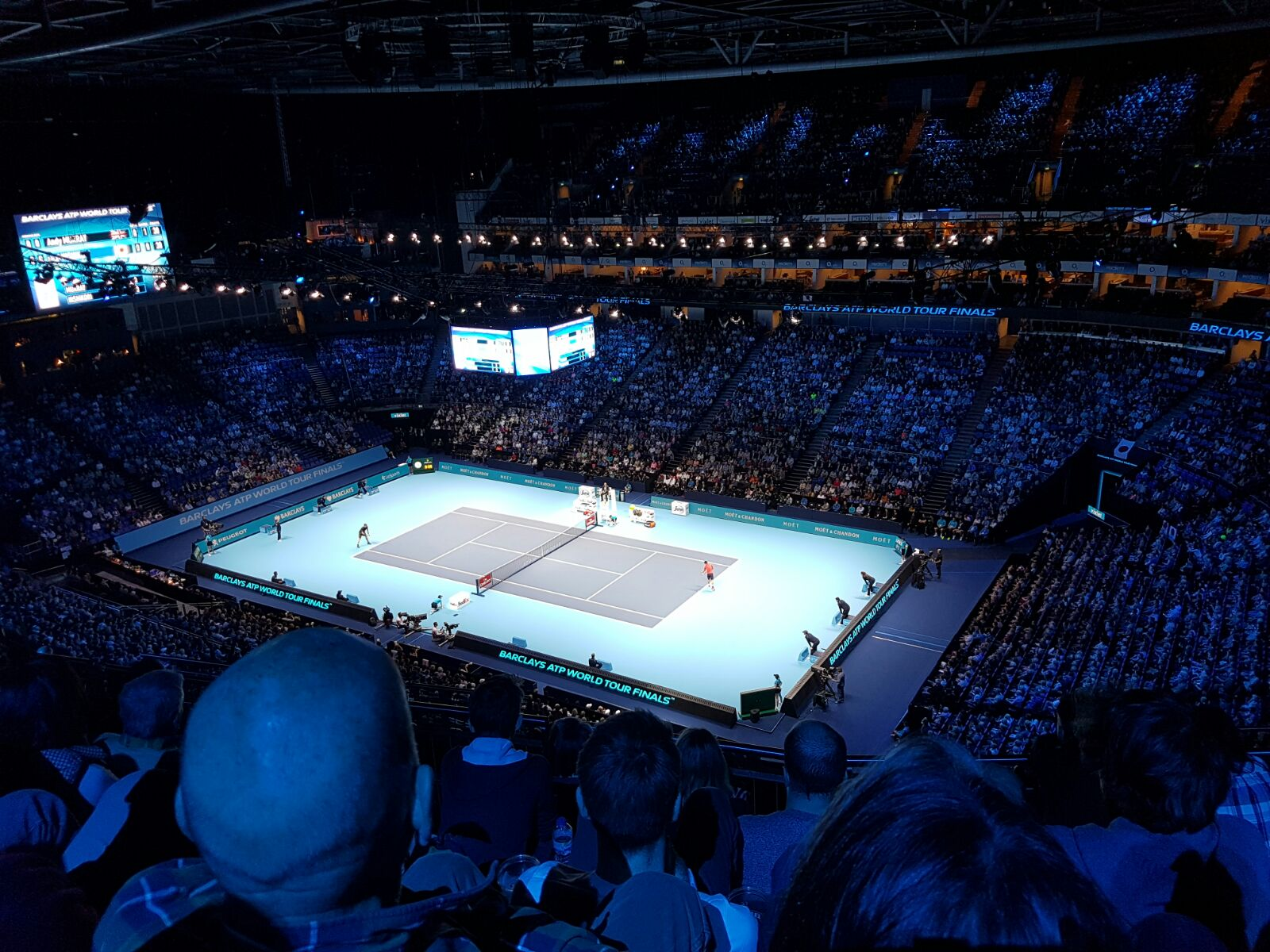
El tenis otorga la mayor ganancia individual.

Se considera deporte profesional cuando, al contrario de lo que ocurre en el deporte aficionado, los atletas reciben un pago por su actividad.
En la actualidad los medios de comunicación de masas y el aumento del ocio convocan audiencias grandes, de modo que las organizaciones de deportes y los equipos pueden percibir ingresos muy altos. Como resultado, más deportistas puede dedicarse completamente a su carrera y dedicar el tiempo a su formación, aumentar habilidades, mejorar la condición física, sumar experiencia y aumentar el nivel.

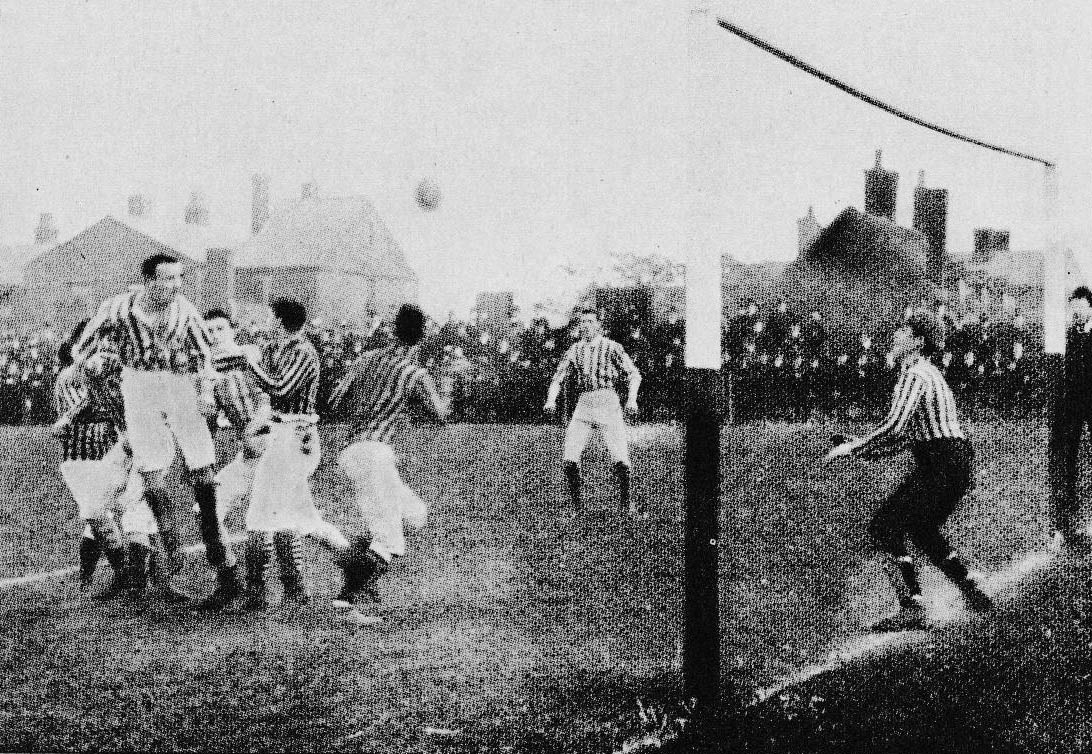
El fútbol en Inglaterra fue el primero que fue profesional.

## Historia

Georges Carpentier vs. Jack Dempsey, boxeo.

El profesionalismo inició con el fútbol masculino, en el Reino Unido y durante los años 1880. El 20 de julio de 1885, la Asociación Inglesa de Fútbol aprobó el pago a futbolistas y creó la Football League First Division, que inició con su temporada 1888-89.
En los años 1890, algunos clubes ingleses de rugby pretendieron profesionalizar su deporte y la Rugby Football Union se negó rotundamente. Como consecuencia sufrió un cisma, con los clubes renunciando al ente y creando el rugby league; una modificación a las reglas del juego y con su liga profesional obviamente.
Con los Juegos Olímpicos de Atenas 1896, el deporte inició una revolución cultural; propagando la disciplina a prácticamente todos los países del mundo. Los modernos Juegos Olímpicos mantendrían un estricto amateurismo.

### sigloXX

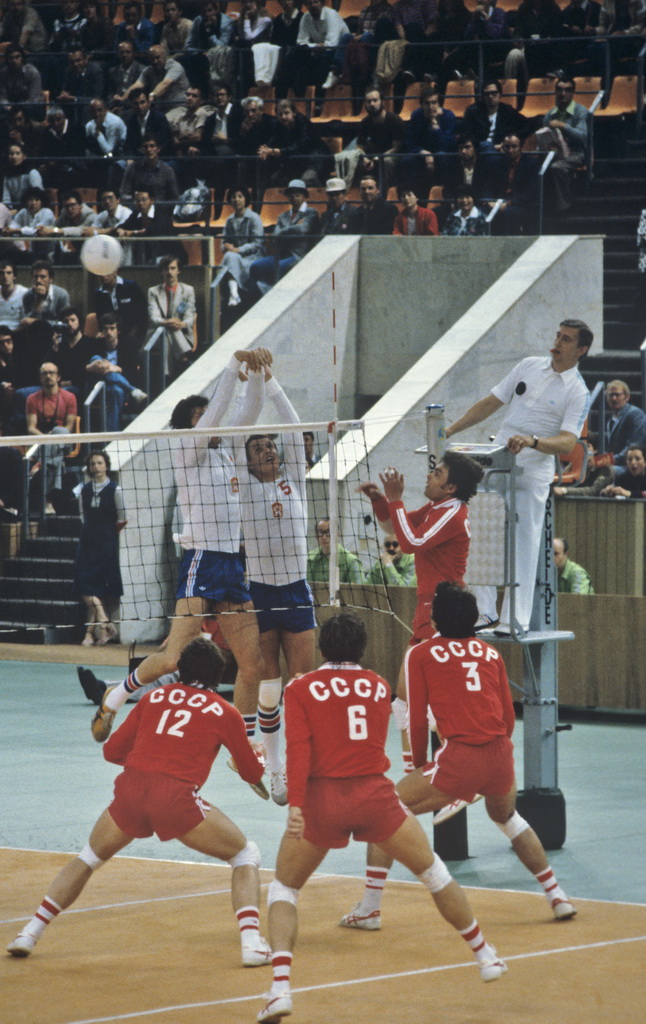
La poderosa selección soviética de vóley, sus jugadores eran profesionales encubiertos.

El baloncesto fue inventado en los Estados Unidos durante 1891 y rápidamente se expandió en todo el país, logrando alta popularidad. En 1925 se disputó la primera edición de la American Basketball League. Fue la primera competición asalariada del hemisferio occidental.
En los años 1920, las primeras ligas profesionales de fútbol masculino emergieron en algunos países de la Europa continental y América del Sur; siendo actualmente los dominadores y campeones mundiales. Por ejemplo, la liga italiana comenzó en la temporada 1929-30 y el campeonato argentino inició con la Primera División 1931.
Debido a la Guerra Fría, se vulneró la filosofía deportiva por hacer trampas en el amauterismo. Cuando todos los países del bloque Oriental tuvieron a muchos de los mejores atletas aficionados del siglo XX, en realidad todos eran profesionales a tiempo completo y se los encubría como trabajadores regulares de una compañía (industria de aeronave, trabajadores alimentarios, industria de tractor) u organización (KGB, Ejército Rojo, Fuerza de Aire soviético): que patrocinaba lo que se presentaría como un equipo de sociedad de deportes social para sus trabajadores.
En 1995, tras discutirlo más de un siglo, World Rugby decidió profesionalizar su deporte. La Copa del Mundo de Rugby, se realiza cada cuatro años, es actualmente el tercer evento deportivo que más dinero recauda.

### sigloXXI
Nuestra era observa al profesionalismo en mujeres intentar consolidarse, como las W Series. En los años 2010 surgieron intentos mixtos y están teniendo mayores resultados, siendo la Liga Internacional de Natación un buen ejemplo.

## Críticas
Los detractores del profesionalismo argumentan que daña la filosofía de deporte. Según ellos, esta consiste en que la disciplina es competición para el bienestar general y diversión pura, no un medio para ganar dinero. Ejemplos son el movimiento de cristianismo musculoso que informó la promoción de deportes en el sistema escolar público inglés y el olimpismo que defendió Pierre de Coubertin para resurgir las olimpíadas modernas.
Argumentos contra el amateurismo es que el profesionalismo puede convertir a personas muy pobres en deportistas de élite, como por ejemplo el marotonista keniano Eliud Kipchoge y el boxeador filipino Manny Pacquiao.

## Ganancias y salarios
Los deportistas profesionales pueden ganar mucho dinero al más alto nivel. Por ejemplo, el equipo mejor pagado en el béisbol profesional es New York Yankees. Tiger Woods es el atleta más rico, totalizando US$ 127.902.706 y siendo el primero en ganar un billón de dólares. Samuel Eto'o es el segundo atleta que más gana alto y el primer futbolista, cobrando £ 35.7 millones por año.
Los diez mejores tenistas ganan alrededor de $ 3 millones al año en promedio. Gran parte del crecimiento de los ingresos para los deportes y los atletas ha venido de los derechos de transmisión; por ejemplo, el contrato de televisión más reciente para la NFL está valorado en casi US$5 mil millones por año.
Fuera de las ligas más altas, sin embargo, el dinero que los atletas profesionales pueden ganar cae dramáticamente, ya que las bases de fanáticos son generalmente más pequeñas y los ingresos de televisión son inexistentes. Por ejemplo, mientras que los equipos de la NFL pueden permitirse el lujo de pagar a sus jugadores millones de dólares cada año y aun así mantener una ganancia significativa, la segunda liga de fútbol americano más alta de los Estados Unidos, la United Football League, constantemente luchó para pagar sus cuentas y ha perdido dinero continuamente a pesar de asignar a sus jugadores solo US $ 20000 al año y las cadenas de televisión hicieron que la liga pagara por el tiempo de transmisión de televisión en lugar de pagar la liga, haciendo que el modelo de negocio de la liga fuera inviable. En los Estados Unidos y Canadá, la mayoría de las ligas profesionales de gama baja se ejecutan como equipos de desarrollo, acordando efectivamente desarrollar jugadores más jóvenes para el juego eventual en las grandes ligas a cambio de subsidiar los salarios de esos jugadores; esto se conoce como el sistema de ligas menores y es más frecuente en el béisbol profesional y el hockey sobre hielo profesional. De lo contrario, la liga puede verse obligada a clasificarse a sí misma como semiprofesional, en otras palabras, capaz de pagar a sus jugadores una pequeña suma, pero no lo suficiente para cubrir los costos básicos de vida del jugador.
Muchos los atletas profesionales experimentan dificultades financieras después de retirarse, debido a una combinación de malas inversiones, gastos descuidados y falta de habilidades no atléticas. El desgaste de una carrera en el deporte profesional, puede causar efectos secundarios físicos y mentales (como la encefalopatía traumática crónica, una condición que ha visto un aumento masivo en la conciencia pública en la década de 2010) que puede dañar la empleabilidad de un exatleta profesional. En los Estados Unidos este problema está resuelto, por el hecho que en su sistema los atletas provienen de las universidades: reciben una educación avanzada gratuita y al retirarse se dedican a su profesión.

### Baloncesto

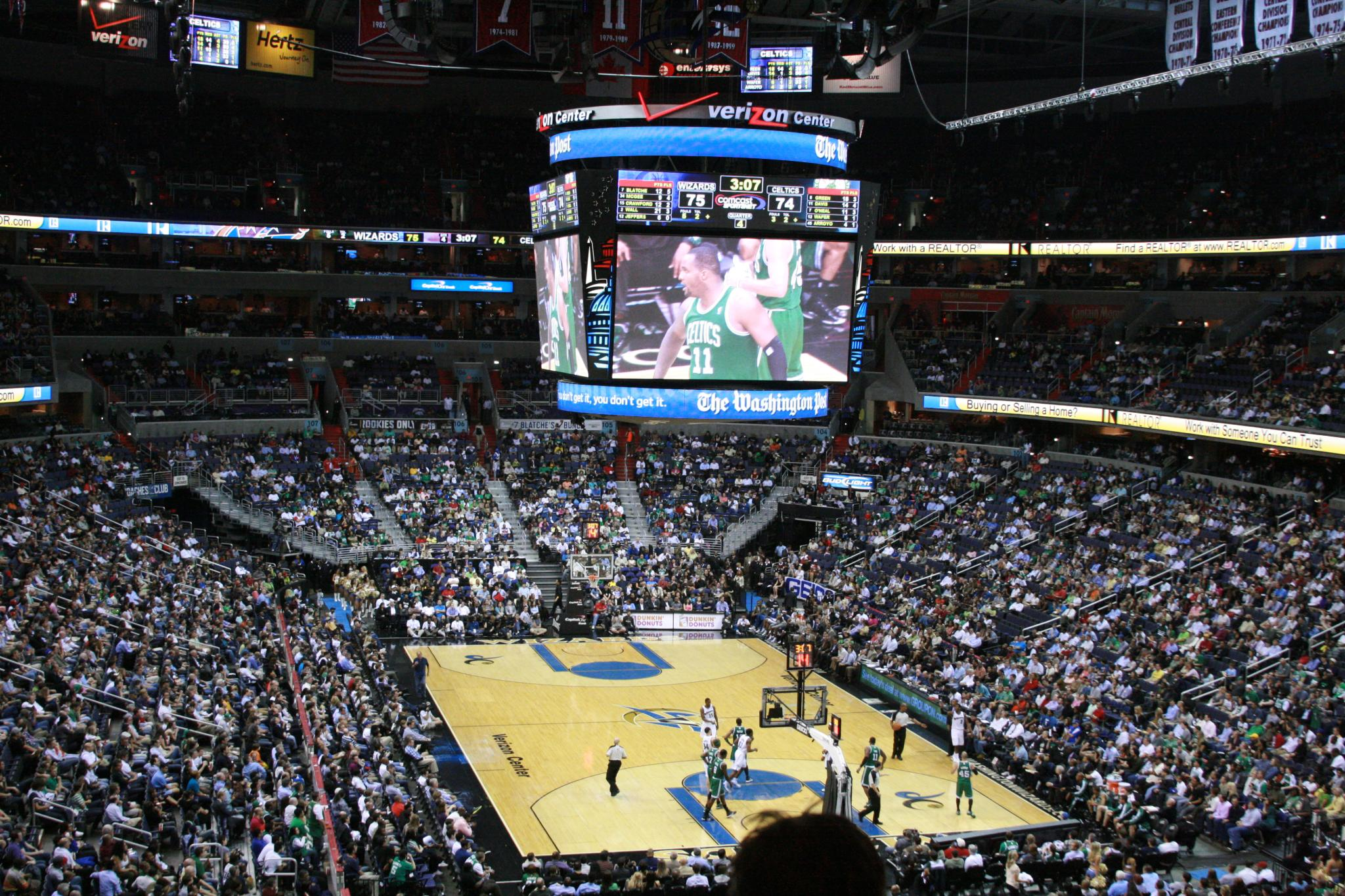
Partido de la NBA 2011.

La Asociación de Baloncesto de América (NBA) se estableció en 1946 y fue la más lenta de establecer un dominio común; recién en 1976, cuándo absorbió a cuatro equipos de la Asociación de Baloncesto americana y se impuso sobre esta.
El baloncesto profesional tiene la ventaja de requerir pequeños planteles, a diferencia de otros deportes, abriendo la posibilidad que ciudades más pequeñas puedan contar con buenos equipos, que los salarios sean muy altos y el nivel siempre aumente. Existen ligas de baloncesto profesional en todo el mundo: la NBA es el nivel más alto que existe, le sigue Europa y América del Sur.

### Fútbol
En la temporada 2011–12 el delantero camerunés Samuel Eto'o, del club ruso Anzhí Majachkalá, percibió un salario total de 900,2 millones de rublos (35,7 millones de libras), siendo el segundo atleta mejor pago del mundo y el mayor de los futbolistas, seguido por Lionel Messi y Zlatan Ibrahimović.
La liga italiana (Serie A) fue la mejor paga del siglo XX, atrayendo a los mejores futbolistas del mundo en los años 1980 como: el argentino Diego Maradona, el francés Michel Platini, el brasileño Paulo Falcão, el alemán Lothar Matthäus y el neerlandés Frank Rijkaard.
En 2011 el salario promedio era de €5 millones. Los jugadores en divisiones más bajas hacen significativamente menos dinero.
España tiene a dos de los tres clubes más ricos del mundo: el Fútbol Club Barcelona  y el Real Madrid Club de Fútbol. Actualmente el francés Paris Saint-Germain Football Club es el más acaudalado.